# ساحب (سرار)

تعديل مصدري - تعديل

ساحب هي إحدى قرى عزلة سرار بمديرية سرار التابعة لمحافظة أبين، بلغ تعداد سكانها 157 نسمة حسب تعداد اليمن لعام 2004.